# Drimia wightii
Drimia wightii är en sparrisväxtart som beskrevs av Pakshirajan Lakshminarasimhan. Drimia wightii ingår i släktet Drimia och familjen sparrisväxter. Inga underarter finns listade i Catalogue of Life.